# Friedrich von Payer
Pour les articles homonymes, voir Payer.
Friedrich von Payer (né le 12 juin 1847 à Tübingen - mort le 14 juillet 1931 à Stuttgart) est un homme politique allemand appartenant à plusieurs partis dont le DDP. Le poste le plus important occupé par von Payer est celui de vice-chancelier dans le gouvernement Hertling. 
Toutefois, il a exercé une longue carrière de député, agissant selon sa maxime : « Même le métier de député doit être appris et la nécessité de se soumettre loyalement à la volonté générale n'y est pas la chose la plus simple ».

## Biographie

### Jeunesse et études
Friedrich Payer descend d'une famille de maîtres relieurs ancrée au sein de l'université de Tübingen et faisant partie de ce que l'on appelait alors les Universitätsbüger. Son grand-père Johann Friedrich von Payer était appariteur à l'université de la ville. 
Après avoir fréquenté le séminaire évangélique de Blaubeuren où il obtient son baccalauréat parallèlement à sa formation théologique, von Payer commence ses études de droit à l'université de Tübingen en 1865. Il est alors membre de la Société royale Roigel (de). En 1871, il s'installe comme avocat à Stuttgart et y exerce également comme notaire à partir de 1899. Pendant plusieurs années, il préside la chambre des avocats du Wurtemberg. Le 13 septembre 1876, il épouse Alwine Schöninger, la fille d'un fabricant de Stuttgart. Le couple aura deux enfants : Friedrich Adolf né en 1877 et Ella née en 1879.

### Responsabilités politiques
Payer appartient depuis longtemps au DVP dans le royaume de Wurtemberg. En 1907, il soutient la formation du bloc Bülow, la coalition formée pour les élections au Reichstag de 1907. Il est anobli en 1906 en obtenant la croix de l'Ordre de la Couronne de Wurtemberg. Après la chute de la coalition Bülow en 1909, il s'attelle à la création du FVP l'année suivante. Son parti d'origine, le DVP, se transforme en fédération régionale. En 1918, il fait partie des fondateurs du DDP.
De 1892 à 1896, Friedrich Payer est membre du conseil municipal de Stuttgart. Dans le même temps, à partir de 1893 jusqu'en 1912, il est membre de la chambre des députés du Wurtemberg et en est même le président de 1895 à 1912. De 1877 à 1878, puis de 1880 à 1887 et de 1890 à 1918, il est député au Reichstag. Il représente alors la circonscription Wurtemberg 6 (Reutlingen, Tübingen, Rottenburg) et appartient au groupe parlementaire du Parti populaire allemand. 
Payer défend alors le maintien et le développement du pouvoir parlementaire. Il combat alors avec détermination la politique intérieure de Bismarck, en particulier le Septennat qui fixe le budget de l'armée pour sept ans. Pendant la Première Guerre mondiale, il est chef du groupe parlementaire du Parti progressiste et défend la politique du chancelier Theobald von Bethmann Hollweg. Payer veut alors une démocratisation de l'empire et de la constitution prussienne et milite pour une paix négociée avec les puissances de l'ouest : « Dans sa majorité, le peuple allemand n'aspire à rien d'autre qu'à une paix de conciliation, d'entente et de réconciliation durable des peuples avec laquelle des annexions forcées et d'autres viols ne sont pas compatibles ». Après le retrait de Bethmann Hollweg, Payer est attaqué en tant que vice-chancelier dans le Cabinet von Hertling de manière agressive par l'Oberste Heeresleitung.

### Fin de carrière

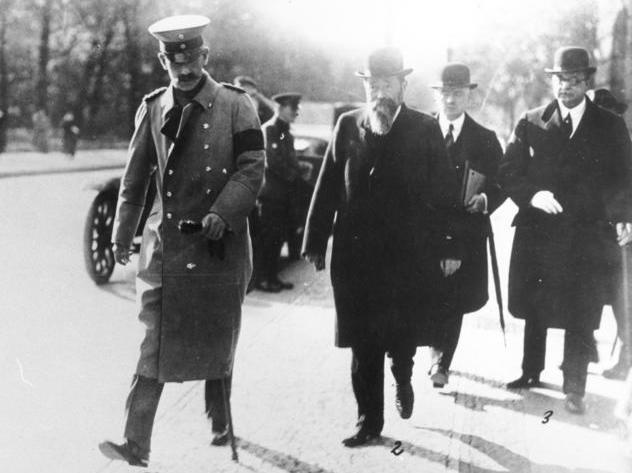
Max von Baden suivi par Friedrich von Payer, 1918

En 1918, Payer est missionné par l'empereur Guillaume II pour élaborer une liste pour le nouveau gouvernement. Le 1er octobre 1918, il refuse la proposition qu'on lui fait de devenir chancelier. L'empereur nomme alors Max von Baden à sa place.
Après la Première Guerre mondiale, il poursuit sa carrière de député au sein de l'Assemblée nationale de Weimar où il dirige le groupe du DDP jusqu'au 9 juillet 1919. Contrairement à la majorité de son parti, il vote pour le traité de Versailles le 22 juin 1919.
Il se retire de la vie politique en 1920.